# 布引山地
布引山地（ぬのびきさんち）は、三重県中部を南北に連なる山塊の総称。亀山市から津市西方を南北に延びる標高700 - 800 mのなだらかな山地で、伊勢平野とは布引山地東縁断層帯を境として接している。最高峰は南部に位置する大洞山（標高985 m)である。北は鈴鹿山脈、南は高見山地に接する。

## 気候
南北に伸びる山地で、東西方向には盆地や平野が開け障害物がない。そのため、東西方向に風が吹き抜けやすく年中強風が吹く。青山高原にある久居榊原風力発電施設はこの特徴を利用したものである。
どの山も標高1000mに満たない比較的規模の小さな山地ではあるが、周辺の気候に与える影響は大きい。布引山地は丁度上野盆地と伊勢平野を隔てる屏風のような形をしているため伊勢湾から入る湿った東風を直接受けることとなり霧の発生や降水が多い。しかし、山地の西側にあたる上野盆地では伊勢湾からの風が山を越えるため雨量も少なく空気も乾いた盆地性の気候となっている。

## 交通
布引山地は2つの国道が東西に通過する。主なものは長野峠を越える国道163号、青山峠を越える国道165号の2つの国道である。どちらの峠も標高400メートルを越えるため年間を通じて天候急変や霧の発生、冬季は凍結や積雪に注意が必要である。国道25号も布引山地を通過していると見ることができる。
鉄道では、近鉄大阪線が国道165号と並行するように長大な新青山トンネルで一挙に貫いている。

## 都市圏
布引山地は都市圏の境でもある。青山峠より西側の伊賀地方は近畿地方との結びつきが強いのに対し、東側の伊勢地方では東海地方との結びつきが強い。